# Toni Basil
Toni Basil, pseudonimo di Antonia Christina Basilotta (Filadelfia, 22 settembre 1943), è una musicista, attrice e coreografa statunitense.

## Biografia
Figlia di un direttore d'orchestra, divenne universalmente conosciuta per il singolo Mickey, cover della canzone Kitty del 1979 della band inglese dei Racey.
La canzone era già stata registrata da Basil nel 1979 ma fu pubblicata solo nel 1982 vincendo l'iniziale riluttanza dell'artista americana la quale credeva che la canzone fosse già “musicalmente datata”.
Il video musicale di questa canzone fu uno dei più popolari video trasmessi da MTV. Tale video, di per sé molto semplice, consiste in un balletto della band di Toni Basil del quale lei è la protagonista vestita da cheerleader, oltre che regista e coreografa. Di recente, l'artista ha fatto causa alla Razor & Tie Entertainment (attuale proprietaria dei diritti della canzone) nonché alla The Walt Disney Company, alla catena d'abbigliamento Forever 21, a VH1 e ai produttori di South Park, in quanto il ripetuto utilizzo negli anni e l'accostamento a Mickey Mouse sarebbero avvenuti senza il suo consenso e le avrebbero provocato serie conseguenze psicologiche. La causa è stata tuttavia rigettata.
La carriera discografica di Basil consiste in due soli album, Word of Mouth del 1982 e Toni Basil del 1983. Da annotare, inoltre, non meno di cinque album “Toni Basil Best of Collections”.
Una volta lasciata la carriera musicale, Toni Basil è passata a quella cinematografica in veste di attrice in un discreto numero di film e serie tv americane.
Come coreografa ha collaborato con artisti come David Bowie (tour di Diamond Dogs e Glass Spider oltre al video di Time Will Crawl), Talking Heads (video di Once in a Lifetime) e Tina Turner (Tina!: 50th Anniversary Tour).
Il suo ultimo lavoro sono state le coreografie per il film di Quentin Tarantino, C'era una volta a... Hollywood.

## Discografia

### Album
- 1982 - Word of Mouth
- 1983 - Toni Basil

### Singoli
- 1966 - Breakaway
- 1982 - Mickey
- 1982 - Nobody
- 1983 - Shoppin' from A to Z
- 1983 - Over My Head
- 1984 - Street Beat
- 1984 - Suspense

## Filmografia parziale

### Cinema
- Pigiama party (Pajama Party), regia di Don Weis (1964)
- Village of the Giants, regia di Bert I. Gordon (1965)
- Easy Rider - Libertà e paura (Easy Rider), regia di Dennis Hopper (1969)
- Fuga da Hollywood (The Last Movie), regia di Dennis Hopper (1971)
- Codice 3: emergenza assoluta (Mother, Jugs & Speed), regia di Peter Yates (1976)

### Televisione
- Mr. Novak – serie TV, episodio 1x26 (1964)